# 2827 Vellamo
2827 Vellamo eller 1942 CC är en asteroid i huvudbältet som upptäcktes den 11 februari 1942 av den finska astronomen Liisi Oterma vid Storheikkilä observatorium. Den har fått sitt namn efter Vellamo i den finska mytologin.
Asteroiden har en diameter på ungefär 9 kilometer.